# Life Is Strange: Double Exposure
Life Is Strange: Double Exposure — эпизодическая приключенческая компьютерная игра 2024 года, разработанная Deck Nine и изданная Square Enix. Четвёртая основная часть серии Life is Strange, прямое продолжение Life is Strange (2015). Сюжет разворачивается вокруг повзрослевшей Макс Колфилд, которая, обнаружив у себя новые сверхъестественные способности, позволяющие ей перемещаться между двумя временными линиями, начинает расследовать дело об убийстве, в котором замешана её новая подруга.
Double Exposure вышла на Windows, PlayStation 5 и Xbox Series X/S 29 октября 2024 года, а на Nintendo Switch — 19 ноября. Игра получила неоднозначные отзывы критиков.

## Сюжет
В игре Life is Strange: Double Exposure события разворачиваются спустя десять лет после оригинальной истории. Макс Колфилд, теперь преподаватель фотографии в университете Каледон в Вермонте, сталкивается с трагедией: её близкая подруга Сафи погибает при загадочных обстоятельствах. Потрясённая, Макс пытается перемотать время, но обнаруживает, что её способности изменились — теперь она может перемещаться между параллельными реальностями. В одной из них Сафи жива, но всё ещё в опасности. Макс решает использовать новую силу, чтобы спасти подругу и раскрыть тайну убийства, сталкиваясь с последствиями своих решений и исследуя границы между мирами.

## Разработка
В июне 2024 года на мероприятии Xbox Games Showcase компания Square Enix представила новую часть серии Life Is Strange, являющуюся прямым продолжением оригинальной игры 2015 года. Игра получила название Life Is Strange: Double Exposure и была разработана студией Deck Nine. Ханна Телле вновь озвучила Макс Колфилд.
Игрокам предоставляется возможность естественным образом выбрать концовку, избегая необходимости определять, какая из концовок первой игры считается каноничной. Режиссёры проекта подчеркнули уважение к оригинальным концовкам, при этом представив новый сюжет, отражающий прошлые испытания Макс. Они отметили, что на развитие событий влияют решения игрока, основанные на мыслях Макс, её дневнике, текстовых сообщениях и взаимодействиях. У Макс также появилась новая способность — перемещаться между параллельными временными линиями, что даёт ей новый взгляд на происходящее.
Life Is Strange: Double Exposure вышла на PlayStation 5, Windows и Xbox Series X/S 29 октября 2024 года. Версия для Nintendo Switch, разработанная Engine Software, была выпущена в цифровом формате 19 ноября.

## Критика
| Русскоязычные издания | Русскоязычные издания |
| Издание               | Оценка                |
| --------------------- | --------------------- |
| StopGame.ru           | «Проходняк»           |

Согласно агрегатору рецензий Metacritic, Life Is Strange: Double Exposure получила «смешанные или средние» оценки критиков на PlayStation 5 и Xbox Series X/S, в то время как версия для ПК была встречена «в целом положительно».
PC Gamer высоко оценили загадочность истории, новые способности Макс и раскрытие серьёзных тем, но указали на повторение уже известных сюжетных приёмов, неравномерное звуковое оформление и недостаточное раскрытие персонажей из-за двойных временных линий. В целом, они назвали игру «вроде как ненужным сиквелом, который всё же умудряется рассказать увлекательную, хоть и немного неаккуратную и сыроватую историю».
IGN посчитали, что игра соответствует уровню оригинала и даже превосходит предыдущие части «почти во всех аспектах», похвалив развитие персонажей и деликатный подход к серьёзным темам благодаря продуманному сценарию.
StopGame отметили, что игра сохраняет дух серии, предлагает интересную завязку и сильную эмоциональную подачу, но сюжет местами страдает от затянутости и недостаточной проработки второстепенных персонажей.
Обозреватель 3DNews отметил, что несмотря на интересную концепцию и возвращение Макс Колфилд, Double Exposure страдает от слабого сценария, невыразительных персонажей и технических недоработок, в результате чего игра не достигает эмоциональной глубины и не оправдывает ожиданий.

## Награды
| Год  | Церемония                     | Категория                                                    | Результат           | Источник      |
| ---- | ----------------------------- | ------------------------------------------------------------ | ------------------- | ------------- |
| 2024 | The Game Awards               | Лучшая актёрская игра (Ханна Телле)                          | Номинация           | [ 16 ]        |
| 2024 | The Game Awards               | Игры с социальным посланием                                  | Номинация           | [ 16 ]        |
| 2025 | New York Game Awards          | Премия Германа Мелвилла за лучший сценарий в игре            | Номинация           | [ 17 ]        |
| 2025 | New York Game Awards          | Премия Тин-Пэн-Элли за лучшую музыку в игре                  | Номинация           | [ 17 ]        |
| 2025 | New York Game Awards          | Премия Бродвея за лучшую актёрскую игру в игре (Ханна Телле) | Номинация           | [ 17 ]        |
| 2025 | Game Developers Choice Awards | Лучший сценарий                                              | Почётное упоминание | [ 18 ] [ 19 ] |
| 2025 | Game Developers Choice Awards | Социальное воздействие                                       | Победа              | [ 18 ] [ 19 ] |
| 2025 | GLAAD Media Awards            | Выдающаяся видеоигра                                         | Победа              | [ 20 ]        |
| 2025 | BAFTA Games Awards            | Игра вне развлечений                                         | в лонг-листе        | [ 21 ]        |
| 2025 | BAFTA Games Awards            | Лучший сценарий                                              | в лонг-листе        | [ 21 ]        |